# Манжа

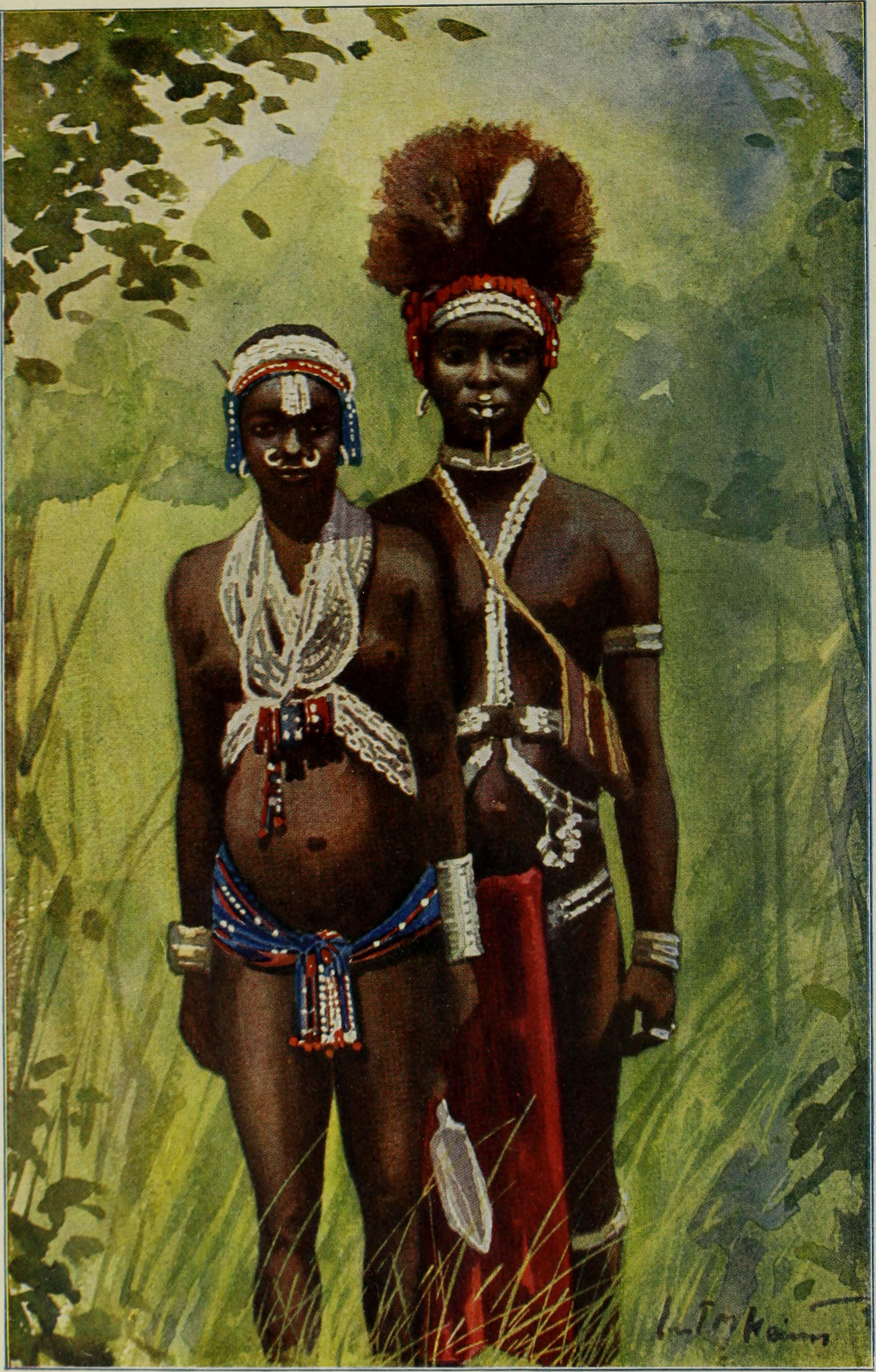
Мужчина и женщина народа манжа в праздничной одежде, акварель Эрнста Гаймса, иллюстрация из книги «Vom Kongo zum Niger und Nil» (1913 г.) Адольфа Фридриха Мекленбург-Шверинского

Манжа (мандза, манджа, манджия, мандиджа; англ. manja, mandja, mandjia, mandija) — адамава-убангийский народ, населяющий центральные районы Центральноафриканской Республики (ЦАР) и северо-восточные районы Камеруна. Ранее народ манжа рассматривался как одна из этнических групп в составе народа гбайя. Манжа близки по языку и культуре народам гбайя, нгбака и другим. Общая численность оценивается в 329 тысяч человек.

## Ареал и численность
Основная область расселения народа манжа — центральные районы Центральноафриканской Республики (ЦАР). Согласно современному административно-территориальному делению ЦАР, представители народа манжа населяют субпрефектуры Декоа и Сибут префектуры Кемо, субпрефектуры Каго-Бандоро и Мбрес префектуры Нана-Гребизи, субпрефектуру Дамара префектуры Омбелла-Мпоко, субпрефектуру Гримари префектуры Уака и субпрефектуру Бука префектуры Уам. Небольшая часть манжа живёт также в северо-восточной части территории Камеруна. Манжа расселены в соседстве с такими родственными народами, как гбайя, банда и другими.
Согласно данным, опубликованным в энциклопедии The Peoples of Africa (1996), численность народа манжа составляла около 160 тысяч человек. По сведениям, опубликованным в «Большой российской энциклопедии» (2006), численность манжа составила 258,1 тысяч человек, из них в ЦАР — 251 тысяча человек и в Камеруне — 7,1 тысяч человек. По современным оценочным данным, представленным на сайте Joshua Project, численность манжа составляет порядка 329 тысяч человек, из них в Центральноафриканской Республике — 316 тысяч, в Камеруне — 139 тысяч. В Центральноафриканской Республике манжа составляют порядка 13 % населения страны.

## Общие сведения
Манжа делают статуэтки из дерева и слоновой кости, олицетворяющие связь с их предками, стиль изготовления схож со стилем народов нгбака и нгбанди. Отличием может являться лишь то, что манжа обычно не подчёркивают на статуэтках следов скарификации как это делают мастера нгбака и нгбанди

## История
На современную территорию расселения предки народа манжа переселились с более северных районов в XIX веке. В 1982 году манжа приняли французское подданство, после чего часть представителей этого народа была отправлена во французскую армию в Чаде для работы в качестве носильщиков. На рубеже XIX—XX веков численность народа манжа сильно сократилась из-за распространения эпидемий. В 1903 году манжа подняли восстание против французов, которое было жестоко подавлено.